# روزنامه‌نگاری دیجیتال
روزنامه‌نگاری دیجیتال (انگلیسی: Digital journalism) یا روزنامه‌نگاری آنلاین و اینترنتی شکل معاصر روزنامه‌نگاری است، طوری که محتوای روزنامه‌نگاری از طریق اینترنت و سایر رسانه های دیجیتال منتشر می‌شود به جای انتشار از طریق چاپ و توزیع. چیزی که روزنامه‌نگاری دیجیتال را برتر می‌کند این است که توسط محققان مورد بحث قرار می‌گیرد. با این حال، محصول اولیهٔ روزنامه‌نگاری که اخبار و ویژگی‌های کار کنونی است، تنها به صورت متن یا ترکیبی از متن، صدا، فیلم یا با روش‌های فعال بیتشر مثل بازی نشان داده شده و در بستر تکنولوژی رسانهٔ دیجیتال منتشر می‌شود.
موانع کمتر برای ثبت، هزینه‌های نشر کمتر و تکنولوژی‌های متفاوت شبکهٔ کامپیوتر منجر به فعالیت زیاد در زمینهٔ روزنامه‌نگاری دیجیتال شده است. این کار جریان اطلاعات را به شکل دموکراسی درآورده که قبلاً توسط رسانه‌های سنتی مثل روزنامه، مجله، رادیو و تلویزیون کنترل می‌شد.
برخی ادعا می‌کنند که درجهٔ بیشتری از خلاقیت با روزنامه‌نگاری دیجیتال در مقایسه با روزنامه‌نگاری سنتی و رسانه‌های سنتی دیده می‌شود. دید دیجیتال برای پیام روزنامه‌ای مهم است و بیشتر از آن هم باقی می‌ماند با کنترل خلاقانهٔ نویسنده، ویراستار یا ناشر.